# 博奈-圣伊泰尔
博奈-圣伊泰尔（法語：Bonnay-Saint-Ythaire，法語發音：[bɔnɛ sɛ̃t‿itɛʁ]）是法国索恩-卢瓦尔省的一个市镇，属于马孔区。该市镇于2023年1月1日由原市镇博奈和圣伊泰尔合并而成，行政中心位于博奈。

## 地理
博奈-圣伊泰尔（46°33'3"N, 4°37'21"E）面积21.29 平方千米，位于法国勃艮第-弗朗什-孔泰大區索恩-卢瓦尔省，该省份为法国中部省份，北起顺时针与科多尔省、汝拉省、安省、罗讷省、卢瓦尔省、阿列省和涅夫勒省接壤。
与博奈-圣伊泰尔接壤的市镇（或旧市镇、城区）包括：比尔济、格罗讷河畔萨维尼、马莱、吉河畔萨洛奈、萨伊、锡日勒沙泰勒。
博奈-圣伊泰尔的时区为UTC+01:00、UTC+02:00（夏令时）。

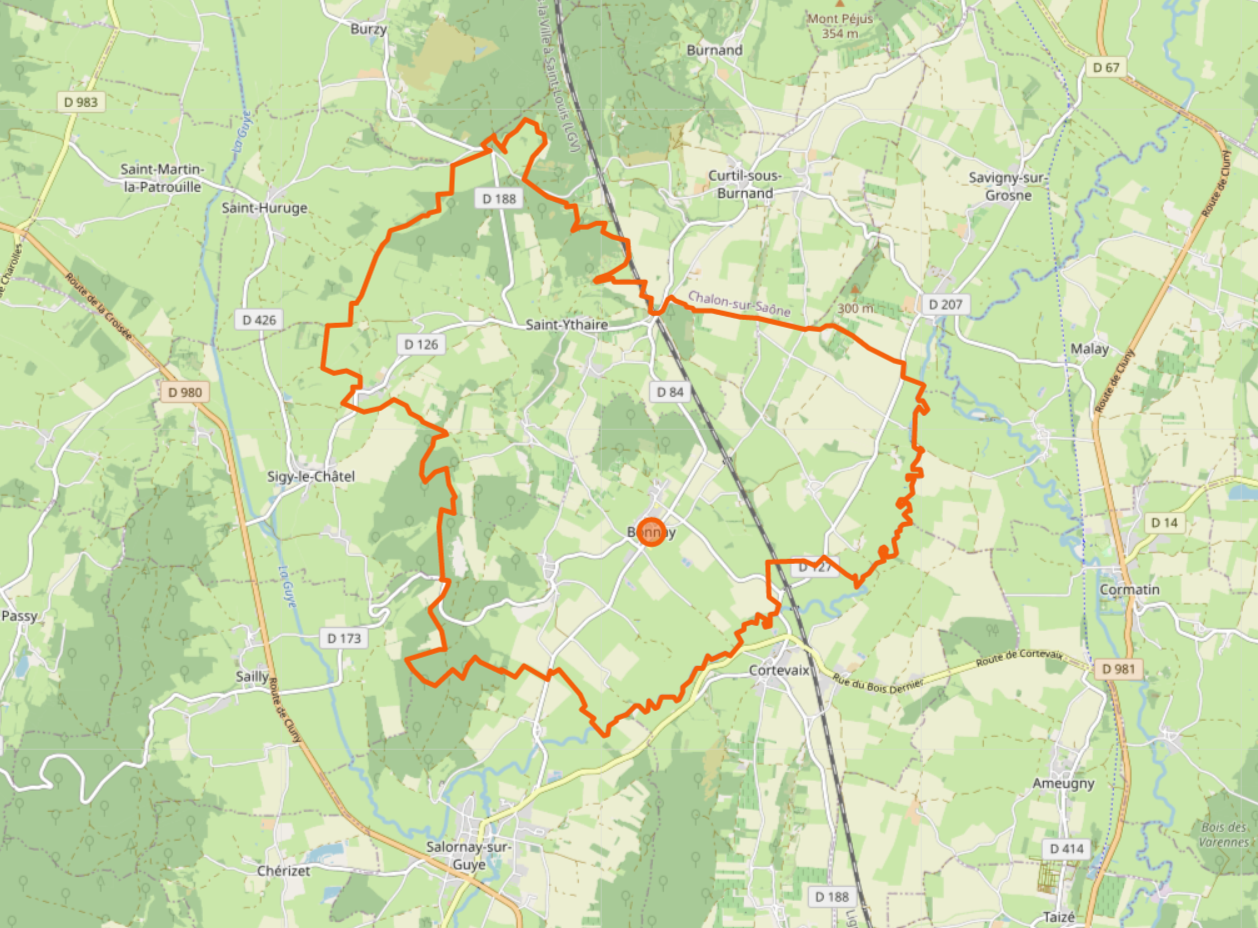
博奈-圣伊泰尔的OSM定位图

## 行政
博奈-圣伊泰尔的邮政编码为71460，INSEE市镇编码为71042。

## 政治
博奈-圣伊泰尔所属的省级选区为克吕尼县。

## 人口
博奈-圣伊泰尔于2022年1月1日时的人口数量为443人。